# الشرطة الفيدرالية الأرجنتينية

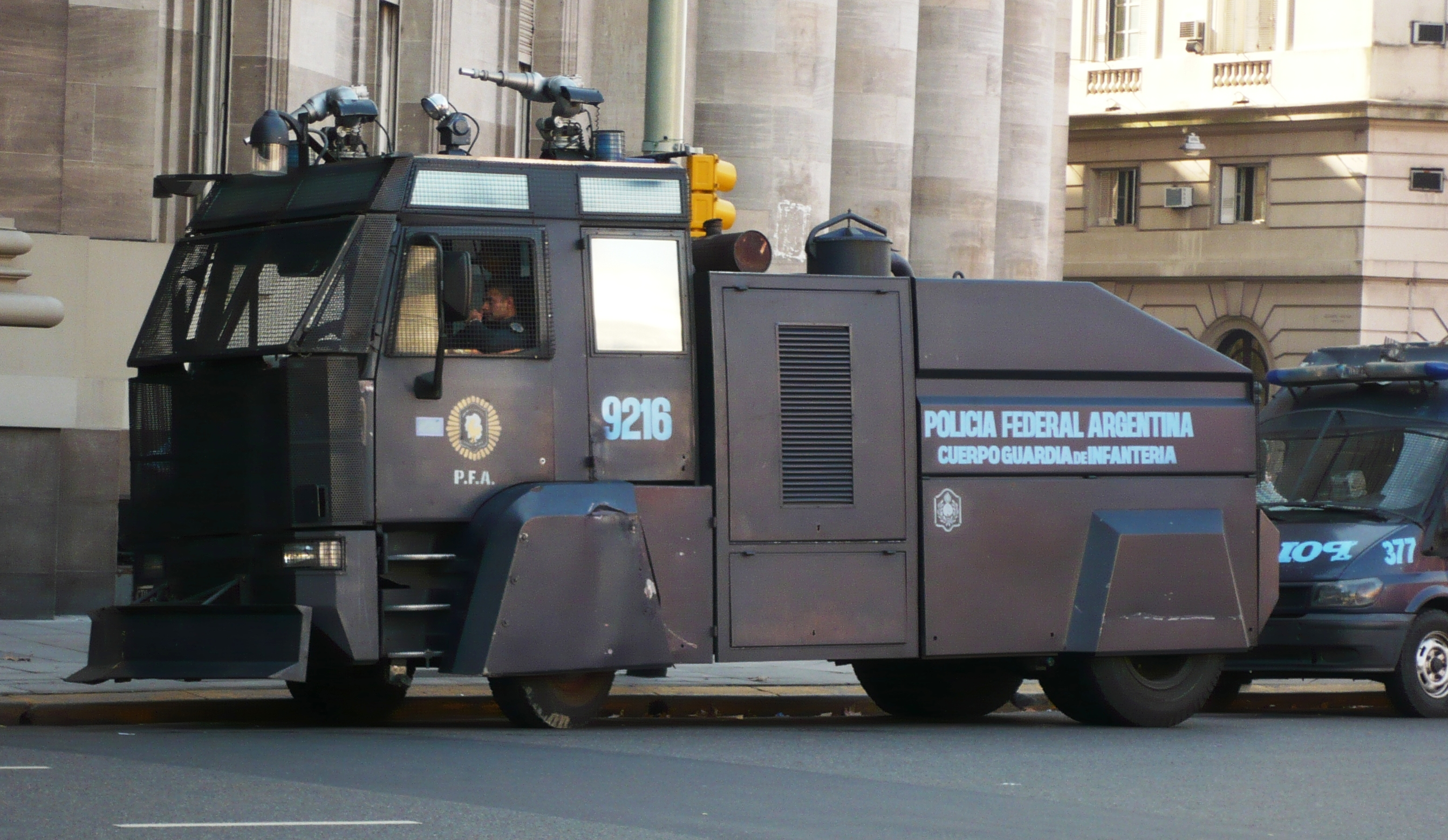
سيارة مكافحة الشغب في الشرطة الفيدرالية الأرجنتينية ، بوينس آيرس ، 2008

الشرطة الفيدرالية الأرجنتينية (بالإسبانية: Policía Federal Argentina)‏ أو (PFA ) هي قوة الشرطة المدنية الوطنية للحكومة الفيدرالية الأرجنتينية. لديها فروع في جميع أنحاء البلاد. حتى 1 يناير 2017 ، عملت أيضًا كوكالة محلية لإنفاذ القانون في العاصمة بوينس آيرس .

## الهيئة العامة

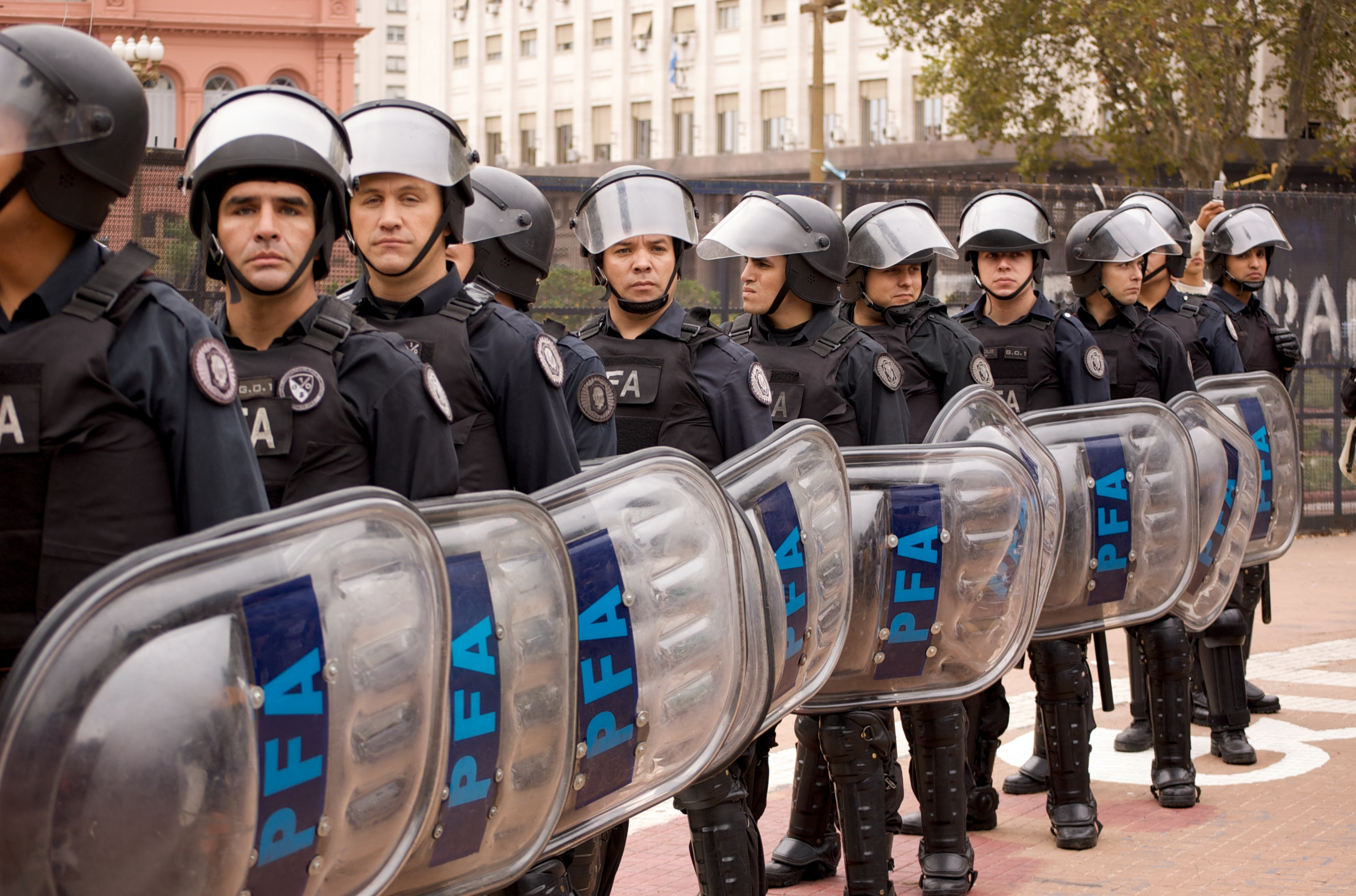
ضباط PFA خلال تتابع الشعلة الأولمبية 2008 في بوينس آيرس

## القوات الخاصة

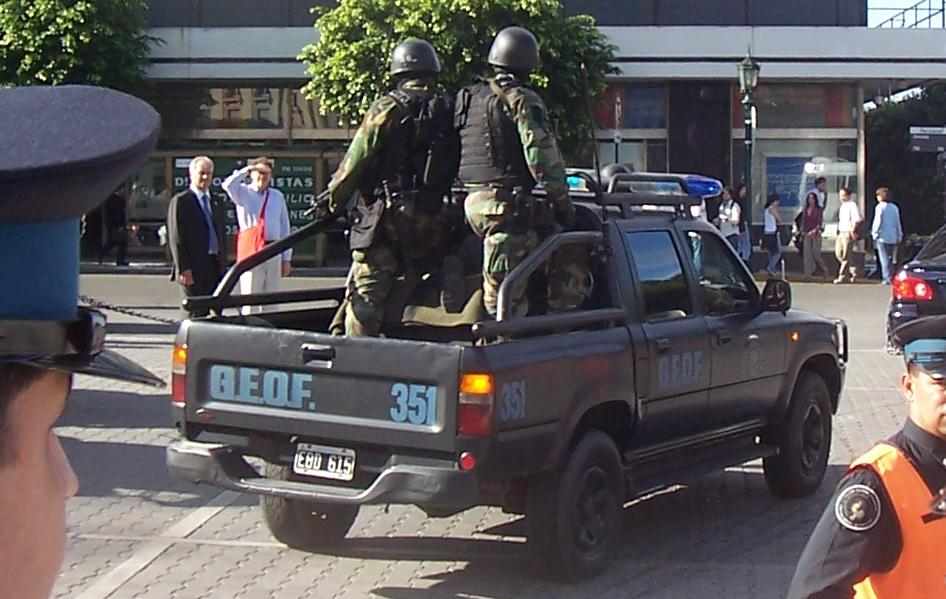
Grupo Especial de Operaciones Federales (GEOF)

## معدات

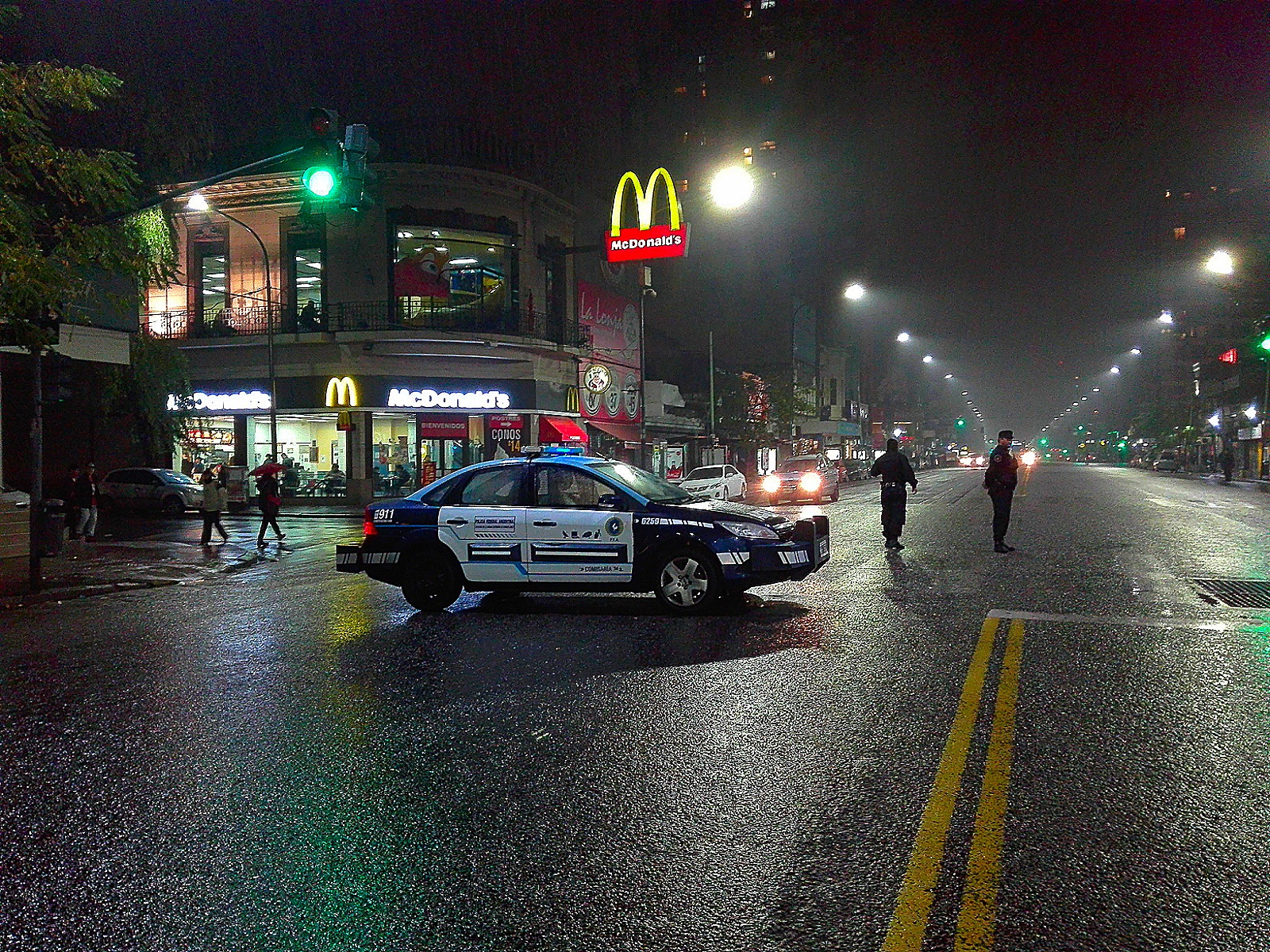
فورد فوكس لل PFA

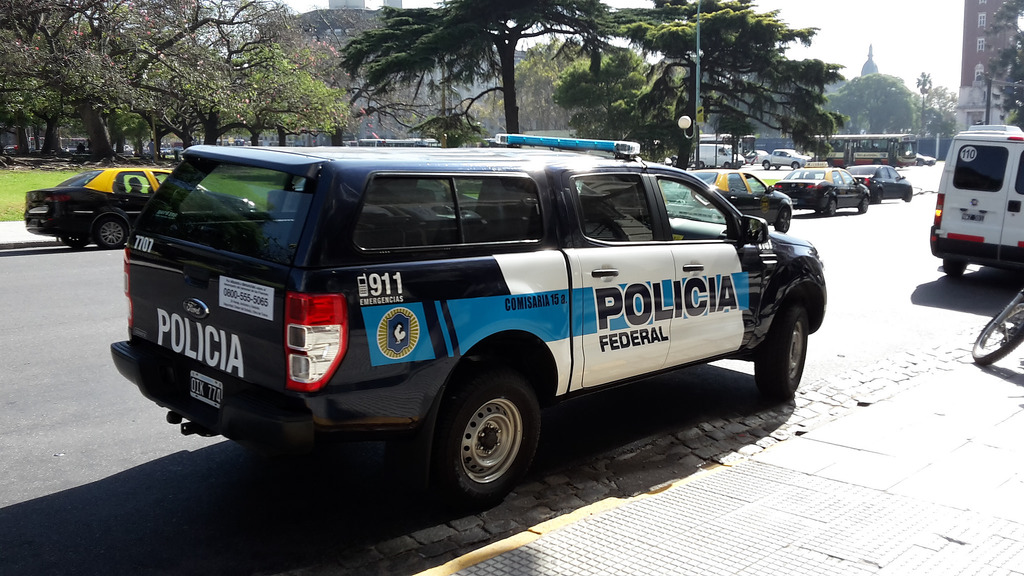
فورد رينجر من PFA

### الأسلحة النارية
مسدسات
رشاشات
بنادق قتالية / هجومية
البنادق
الرشاشات
بنادق قنص

## روابط خارجية
- الموقع الرسمي
 باللغة الإسبانية